# Herminia nigricaria
Herminia nigricaria är en fjärilsart som beskrevs av Ludwig Osthelder 1933. Herminia nigricaria ingår i släktet Herminia och familjen nattflyn. Inga underarter finns listade i Catalogue of Life.